# Suzuki RG Gamma
La Suzuki RG Gamma è una motocicletta prodotta nelle cilindrate 50 cm³, 80, 125, 150, 200, 250, 400 cm³ e 500 cm³, prodotta dalla Suzuki.

## Introduzione
Questa serie di motoveicoli è nata con il modello di cilindrata minore nel 1982, poco dopo si è aggiunto il modello 125 nel 1985, questa serie motociclistica cessò nel 1996.
Le caratteristiche di queste sono, la produzione con un motore a due tempi, munito di miscelatore meccanico per la lubrificazione, rispetto alle "RG" hanno la valvola allo scarico (escluso il ciclomotore), l'espansione, il telaio in alluminio, l'aggiunta di una carenatura e ruote di dimensioni più piccole, dove nei vari anni e nelle varie versioni i modelli sono stati sottoposti a aggiornamenti continui di serie in serie.
Lo sviluppo dei motori e delle moto fino al 1994 subivano aggiornamenti che erano improntati al raggiungimento della prestazione migliore in accelerazione e velocità massima con il minor consumo possibile di carburante, dopo il '94 questi aggiornamenti erano solo improntati al rispetto delle norme legislative che hanno cambiato il metodo di progettazione delle moto, costringendo tutte le case costruttrici a rivedere le priorità nel progettare un veicolo, visto che deve rispettare norme anti inquinamento molto più severe.
Principalmente gli aggiornamenti più importanti da un modello all'altro erano nella ciclistica, nel motore, nell'impianto di scarico e nella carenatura, dove quest'ultima ricalcava le livree delle moto da competizione del motomondiale del tempo (Yamaha YZR 500), esattamente come la Cagiva Mito (le carenature erano piuttosto simili tra le due case sia nei modelli da gara che in quelli stradali).

## RG 50 Gamma
Questa moto è il modello sportivo stradale della casa giapponese nella cilindrata più bassa; è entrato in produzione nel solo anno 1982 con una carenatura integrale.
Questo ciclomotore formerà la base per le versioni di cilindrata maggiore.

## RG 80 Gamma
La moto è stata prodotta dal 1985 al 1991, con carenatura parziale, esattamente come il modello 250.

## RG 125 Gamma
Il motore monocilindrico di 125 cm³ era raffreddato a liquido e munito di valvola di scarico AETC (Automatic Exhaust Timing Control), costituito da una valvola cilindrica che parzializzava la luce di scarico.
La versione 125.
La moto nella versione 125 cm³ del 1993 era in grado di spingersi ad una velocità massima prossima ai 165 km/h grazie a una potenza superiore ai 29 CV.

### Prima serie
La prima serie della moto è stata prodotta dal 1985 al 1991; questa moto è molto diversa dalle ottavo di litro successive, infatti per essere un modello sportivo aveva un inusuale sella monopezzo e su un unico livello per passeggero e pilota, il telaio non era molto lavorato esteticamente (travi quadrate in acciaio) e il freno anteriore era piuttosto piccolo e morso da una pinza a doppio pistoncino, mentre le ruote erano un 16 pollici con canale da 1,85 all'anteriore e un 18 pollici con canale da 2,15 al posteriore.

### Seconda serie
La seconda serie, prodotta dal 1992 al 1996 è invece decisamente più sportiva, ispirandosi fortemente alla Suzuki RGV 250; per non confonderne il nome fu aggiunto il suffisso "F" (RG 125 F Gamma). Questa versione è nettamente più potente della serie precedente e ha un sistema di valvola allo scarico controllato da un motore elettrico comandato da una centralina elettronica, che comanda le due valvole rettilinee di scarico (a ghigliottina) con un doppio regime d'apertura, in modo da avere tre stati di funzionamento del motore (a bassi regimi, a regimi intermedi e ad alti regimi), il telaio venne aggiornato e irrigidito, le forcelle rovesciate, il forcellone diventò a banana per l'adozione dell'espansione aggiornata e migliorata.
Le ruote ora sono da 17 pollici (invece che da 16 e 18) con pneumatici da 110/80 all'anteriore e 120/80 al posteriore, l'impianto frenante venne maggiorato, mentre la potenza del motore va da 25 CV a 33 CV.

## RG 150 Gamma
Versione prodotta dal 1992 al 1998, nata sulla base della RG 125 Gamma, che si ispira alla RGV 250, ma adopera soluzioni economiche come la sella biposto o anacronistiche come le ruote a raggi .

## RG 200 Gamma
Versione prodotta solo nell'anno 1992, che si ispira alla RGV 250.

## RG 250 Gamma
La RG 250 è la moto sportiva stradale della Suzuki nelle quarto di litro, che venne prodotta dal 1983 fino al 1987, caratterizzata per la sua semicarenatura, esclusa nella versione "Walter Wolf" dove è completamente carenata.

### Prima serie
Prodotta dal 1983 fino al 1984, caratterizzata da una linea molto squadrata e spigolosa.

### Seconda serie
Prodotta dal 1985 fino al 1987, è sempre caratterizzata da una linea molto squadrata, ma più morbida, sinuosa e coprente, inoltre nel 1986 e 1987 viene prodotta nella versione "Walter Wolf" con la carenatura integrale nera e rossa e con il guscio per coprire il sedile del passeggero.

## RG 400 Gamma
Questo versione venne prodotta dal 1985 al 1986, con carenature del tutto simili al modello 250, compresa la replica "Walter Wolf" del 1986.

## RG 500 Gamma
Questo è stata la versione di maggior cilindrata maggiore, prodotta dal 1985 al 1987.

## Caratteristiche tecniche
| Caratteristiche tecniche - Suzuki RG 50 Gamma | Caratteristiche tecniche - Suzuki RG 50 Gamma                      | Caratteristiche tecniche - Suzuki RG 50 Gamma                      | Caratteristiche tecniche - Suzuki RG 50 Gamma                      | Caratteristiche tecniche - Suzuki RG 50 Gamma                      | Caratteristiche tecniche - Suzuki RG 50 Gamma                      |
| Dimensioni e pesi                             | Dimensioni e pesi                                                  | Dimensioni e pesi                                                  | Dimensioni e pesi                                                  | Dimensioni e pesi                                                  | Dimensioni e pesi                                                  |
| --------------------------------------------- | ------------------------------------------------------------------ | ------------------------------------------------------------------ | ------------------------------------------------------------------ | ------------------------------------------------------------------ | ------------------------------------------------------------------ |
| Ingombri (lungh.×largh.×alt.)                 | 1880 × 655 × 1015 mm                                               | 1880 × 655 × 1015 mm                                               | 1880 × 655 × 1015 mm                                               | 1880 × 655 × 1015 mm                                               | 1880 × 655 × 1015 mm                                               |
| Altezze                                       | Sella: 737 mm - Minima da terra: 155 mm                            | Sella: 737 mm - Minima da terra: 155 mm                            | Sella: 737 mm - Minima da terra: 155 mm                            | Sella: 737 mm - Minima da terra: 155 mm                            | Sella: 737 mm - Minima da terra: 155 mm                            |
| Interasse: 1235 mm                            | Interasse: 1235 mm                                                 | Massa a vuoto: 73 kg                                               | Massa a vuoto: 73 kg                                               | Serbatoio: 11 l                                                    | Serbatoio: 11 l                                                    |
| Meccanica                                     |                                                                    |                                                                    |                                                                    |                                                                    |                                                                    |
| Tipo motore: Monocilindrico a 2 tempi         | Tipo motore: Monocilindrico a 2 tempi                              | Tipo motore: Monocilindrico a 2 tempi                              | Tipo motore: Monocilindrico a 2 tempi                              | Raffreddamento: a liquido                                          | Raffreddamento: a liquido                                          |
| Cilindrata                                    | 49 cm³ (Alesaggio 41 × Corsa 37,8 mm)                              | 49 cm³ (Alesaggio 41 × Corsa 37,8 mm)                              | 49 cm³ (Alesaggio 41 × Corsa 37,8 mm)                              | 49 cm³ (Alesaggio 41 × Corsa 37,8 mm)                              | 49 cm³ (Alesaggio 41 × Corsa 37,8 mm)                              |
| Distribuzione: valvola lamellare              | Distribuzione: valvola lamellare                                   | Distribuzione: valvola lamellare                                   | Alimentazione: carburatore                                         | Alimentazione: carburatore                                         | Alimentazione: carburatore                                         |
| Potenza: 5,3 kW (7,2 CV) a 7.200 rpm          | Potenza: 5,3 kW (7,2 CV) a 7.200 rpm                               | Coppia: 0,72 kg·m a 7.000 rpm                                      | Coppia: 0,72 kg·m a 7.000 rpm                                      | Rapporto di compressione: 8,6:1 (a luci chiuse)                    | Rapporto di compressione: 8,6:1 (a luci chiuse)                    |
| Frizione: multidisco in bagno d'olio          | Frizione: multidisco in bagno d'olio                               | Frizione: multidisco in bagno d'olio                               | Cambio: sequenziale a 6 marce (sempre in presa)                    | Cambio: sequenziale a 6 marce (sempre in presa)                    | Cambio: sequenziale a 6 marce (sempre in presa)                    |
| Accensione                                    | elettronica CDI                                                    | elettronica CDI                                                    | elettronica CDI                                                    | elettronica CDI                                                    | elettronica CDI                                                    |
| Trasmissione                                  | primaria ad ingranaggi secondaria a catena 13:43                   | primaria ad ingranaggi secondaria a catena 13:43                   | primaria ad ingranaggi secondaria a catena 13:43                   | primaria ad ingranaggi secondaria a catena 13:43                   | primaria ad ingranaggi secondaria a catena 13:43                   |
| Avviamento                                    | a pedale                                                           | a pedale                                                           | a pedale                                                           | a pedale                                                           | a pedale                                                           |
| Ciclistica                                    |                                                                    |                                                                    |                                                                    |                                                                    |                                                                    |
| Telaio                                        | bitrave in alluminio                                               | bitrave in alluminio                                               | bitrave in alluminio                                               | bitrave in alluminio                                               | bitrave in alluminio                                               |
| Sospensioni                                   | Anteriore: forcella teleidraulica / Posteriore: monoammortizzatore | Anteriore: forcella teleidraulica / Posteriore: monoammortizzatore | Anteriore: forcella teleidraulica / Posteriore: monoammortizzatore | Anteriore: forcella teleidraulica / Posteriore: monoammortizzatore | Anteriore: forcella teleidraulica / Posteriore: monoammortizzatore |
| Freni                                         | Anteriore: disco singolo / Posteriore: a tamburo                   | Anteriore: disco singolo / Posteriore: a tamburo                   | Anteriore: disco singolo / Posteriore: a tamburo                   | Anteriore: disco singolo / Posteriore: a tamburo                   | Anteriore: disco singolo / Posteriore: a tamburo                   |
| Pneumatici                                    | anteriore da 80/90-17; posteriore da 90/90-17                      | anteriore da 80/90-17; posteriore da 90/90-17                      | anteriore da 80/90-17; posteriore da 90/90-17                      | anteriore da 80/90-17; posteriore da 90/90-17                      | anteriore da 80/90-17; posteriore da 90/90-17                      |
| Fonte dei dati:                               |                                                                    |                                                                    |                                                                    |                                                                    |                                                                    |

| Caratteristiche tecniche - Suzuki RG 125 Gamma 1994            | Caratteristiche tecniche - Suzuki RG 125 Gamma 1994                                                           | Caratteristiche tecniche - Suzuki RG 125 Gamma 1994                                                           | Caratteristiche tecniche - Suzuki RG 125 Gamma 1994                                                                                                   | Caratteristiche tecniche - Suzuki RG 125 Gamma 1994                                                                                                   | Caratteristiche tecniche - Suzuki RG 125 Gamma 1994                                                                                                   |
| Dimensioni e pesi                                              | Dimensioni e pesi                                                                                             | Dimensioni e pesi                                                                                             | Dimensioni e pesi | Dimensioni e pesi | Dimensioni e pesi |
| -------------------------------------------------------------- | --- | --- | --- | --- | --- |
| Ingombri (lungh.×largh.×alt.)                                  | 2005 × 770 × 1090 mm                                                                                          | 2005 × 770 × 1090 mm                                                                                          | 2005 × 770 × 1090 mm | 2005 × 770 × 1090 mm | 2005 × 770 × 1090 mm |
| Altezze                                                        | Sella: 760 mm - Minima da terra: 140 mm                                                                       | Sella: 760 mm - Minima da terra: 140 mm                                                                       | Sella: 760 mm - Minima da terra: 140 mm | Sella: 760 mm - Minima da terra: 140 mm | Sella: 760 mm - Minima da terra: 140 mm |
| Interasse: 1355 mm                                             | Interasse: 1355 mm                                                                                            | Massa a vuoto: 125 kg                                                                                         | Massa a vuoto: 125 kg | Serbatoio: 14 l | Serbatoio: 14 l |
| Meccanica                                                      | | | | | |
| Tipo motore: Monocilindrico a 2 tempi                          | Tipo motore: Monocilindrico a 2 tempi                                                                         | Tipo motore: Monocilindrico a 2 tempi                                                                         | Tipo motore: Monocilindrico a 2 tempi | Raffreddamento: a liquido | Raffreddamento: a liquido |
| Cilindrata                                                     | 124 cm³ (Alesaggio 56 × Corsa 50,6 mm)                                                                        | 124 cm³ (Alesaggio 56 × Corsa 50,6 mm)                                                                        | 124 cm³ (Alesaggio 56 × Corsa 50,6 mm) | 124 cm³ (Alesaggio 56 × Corsa 50,6 mm) | 124 cm³ (Alesaggio 56 × Corsa 50,6 mm) |
| Distribuzione: valvola lamellare                               | Distribuzione: valvola lamellare                                                                              | Distribuzione: valvola lamellare                                                                              | Alimentazione: carburatore | Alimentazione: carburatore | Alimentazione: carburatore |
| Potenza: 29,1 CV a 11.000 rpm Alla ruota 26,66 CV a 11.000 rpm | Potenza: 29,1 CV a 11.000 rpm Alla ruota 26,66 CV a 11.000 rpm                                                | Coppia: 1,93 kg·m a 10.750 rpm Alla ruota 1,73 kg·m a 10.750 rpm                                              | Coppia: 1,93 kg·m a 10.750 rpm Alla ruota 1,73 kg·m a 10.750 rpm                                                                                      | Rapporto di compressione: 7,4:1 (a luci chiuse) | Rapporto di compressione: 7,4:1 (a luci chiuse) |
| Frizione: multidisco in bagno d'olio                           | Frizione: multidisco in bagno d'olio                                                                          | Frizione: multidisco in bagno d'olio                                                                          | Cambio: sequenziale a 6 marce (sempre in presa) 1° 11/29 (2,636) 2° 11/26 (1,857) 3° 15/20 (1,333) 4° 21/23 (1,095) 5° 24/22 (0,916) 6° 24/20 (0,833) | Cambio: sequenziale a 6 marce (sempre in presa) 1° 11/29 (2,636) 2° 11/26 (1,857) 3° 15/20 (1,333) 4° 21/23 (1,095) 5° 24/22 (0,916) 6° 24/20 (0,833) | Cambio: sequenziale a 6 marce (sempre in presa) 1° 11/29 (2,636) 2° 11/26 (1,857) 3° 15/20 (1,333) 4° 21/23 (1,095) 5° 24/22 (0,916) 6° 24/20 (0,833) |
| Accensione                                                     | elettronica CDI ad anticipo variabile                                                                         | elettronica CDI ad anticipo variabile                                                                         | elettronica CDI ad anticipo variabile | elettronica CDI ad anticipo variabile | elettronica CDI ad anticipo variabile |
| Trasmissione                                                   | primaria ad ingranaggi secondaria a catena                                                                    | primaria ad ingranaggi secondaria a catena                                                                    | primaria ad ingranaggi secondaria a catena | primaria ad ingranaggi secondaria a catena | primaria ad ingranaggi secondaria a catena |
| Avviamento                                                     | a pedale | a pedale | a pedale | a pedale | a pedale |
| Ciclistica                                                     | | | | | |
| Telaio                                                         | bitrave in acciaio con doppia culla integrata                                                                 | bitrave in acciaio con doppia culla integrata                                                                 | bitrave in acciaio con doppia culla integrata | bitrave in acciaio con doppia culla integrata | bitrave in acciaio con doppia culla integrata |
| Sospensioni                                                    | Anteriore: forcella teleidraulica / Posteriore: monoammortizzatore                                            | Anteriore: forcella teleidraulica / Posteriore: monoammortizzatore                                            | Anteriore: forcella teleidraulica / Posteriore: monoammortizzatore                                                                                    | Anteriore: forcella teleidraulica / Posteriore: monoammortizzatore                                                                                    | Anteriore: forcella teleidraulica / Posteriore: monoammortizzatore                                                                                    |
| Freni                                                          | Anteriore: disco singolo da 300 mm / Posteriore: disco singolo da 210 mm con pinza flottante a due pistoncini | Anteriore: disco singolo da 300 mm / Posteriore: disco singolo da 210 mm con pinza flottante a due pistoncini | Anteriore: disco singolo da 300 mm / Posteriore: disco singolo da 210 mm con pinza flottante a due pistoncini                                         | Anteriore: disco singolo da 300 mm / Posteriore: disco singolo da 210 mm con pinza flottante a due pistoncini                                         | Anteriore: disco singolo da 300 mm / Posteriore: disco singolo da 210 mm con pinza flottante a due pistoncini                                         |
| Pneumatici                                                     | anteriore da 110/80-17 52S su cerchi da 2.50 x 17"; posteriore da 120/80-17 61S su cerchi da 2.75 x 17"       | anteriore da 110/80-17 52S su cerchi da 2.50 x 17"; posteriore da 120/80-17 61S su cerchi da 2.75 x 17"       | anteriore da 110/80-17 52S su cerchi da 2.50 x 17"; posteriore da 120/80-17 61S su cerchi da 2.75 x 17"                                               | anteriore da 110/80-17 52S su cerchi da 2.50 x 17"; posteriore da 120/80-17 61S su cerchi da 2.75 x 17"                                               | anteriore da 110/80-17 52S su cerchi da 2.50 x 17"; posteriore da 120/80-17 61S su cerchi da 2.75 x 17"                                               |
| Fonte dei dati:                                                | | | | | |

| Caratteristiche tecniche - Suzuki RG 150 Gamma | Caratteristiche tecniche - Suzuki RG 150 Gamma                           | Caratteristiche tecniche - Suzuki RG 150 Gamma                           | Caratteristiche tecniche - Suzuki RG 150 Gamma | Caratteristiche tecniche - Suzuki RG 150 Gamma | Caratteristiche tecniche - Suzuki RG 150 Gamma |
| Dimensioni e pesi                              | Dimensioni e pesi                                                        | Dimensioni e pesi                                                        | Dimensioni e pesi | Dimensioni e pesi | Dimensioni e pesi |
| ---------------------------------------------- | ------------------------------------------------------------------------ | ------------------------------------------------------------------------ | --- | --- | --- |
| Ingombri (lungh.×largh.×alt.)                  | 2005 × 660 × 1140 mm                                                     | 2005 × 660 × 1140 mm                                                     | 2005 × 660 × 1140 mm | 2005 × 660 × 1140 mm | 2005 × 660 × 1140 mm |
| Altezze                                        | Sella: 775 mm - Minima da terra: 155 mm                                  | Sella: 775 mm - Minima da terra: 155 mm                                  | Sella: 775 mm - Minima da terra: 155 mm | Sella: 775 mm - Minima da terra: 155 mm | Sella: 775 mm - Minima da terra: 155 mm |
| Interasse: 1335 mm                             | Interasse: 1335 mm                                                       | Massa a vuoto: 122 kg                                                    | Massa a vuoto: 122 kg | Serbatoio: 14 l | Serbatoio: 14 l |
| Meccanica                                      |                                                                          |                                                                          | | | |
| Tipo motore: Monocilindrico a 2 tempi          | Tipo motore: Monocilindrico a 2 tempi                                    | Tipo motore: Monocilindrico a 2 tempi                                    | Tipo motore: Monocilindrico a 2 tempi | Raffreddamento: a liquido | Raffreddamento: a liquido |
| Cilindrata                                     | 148 cm³ (Alesaggio 61 × Corsa 50,6 mm)                                   | 148 cm³ (Alesaggio 61 × Corsa 50,6 mm)                                   | 148 cm³ (Alesaggio 61 × Corsa 50,6 mm) | 148 cm³ (Alesaggio 61 × Corsa 50,6 mm) | 148 cm³ (Alesaggio 61 × Corsa 50,6 mm) |
| Distribuzione: valvola lamellare               | Distribuzione: valvola lamellare                                         | Distribuzione: valvola lamellare                                         | Alimentazione: carburatore Mikuni TM 28 SS | Alimentazione: carburatore Mikuni TM 28 SS | Alimentazione: carburatore Mikuni TM 28 SS |
| Potenza: 27,6 kW (37 Cv) a 10.800 rpm          | Potenza: 27,6 kW (37 Cv) a 10.800 rpm                                    | Coppia: 25 N·m a 10.000 rpm                                              | Coppia: 25 N·m a 10.000 rpm | Rapporto di compressione: 6,8:1 (a luci chiuse) | Rapporto di compressione: 6,8:1 (a luci chiuse) |
| Frizione: multidisco in bagno d'olio           | Frizione: multidisco in bagno d'olio                                     | Frizione: multidisco in bagno d'olio                                     | Cambio: sequenziale a 6 marce (sempre in presa) 1° 11/29 (2,636) 2° 11/26 (1,857) 3° 15/20 (1,333) 4° 21/23 (1,095) 5° 24/22 (0,916) 6° 24/20 (0,833) | Cambio: sequenziale a 6 marce (sempre in presa) 1° 11/29 (2,636) 2° 11/26 (1,857) 3° 15/20 (1,333) 4° 21/23 (1,095) 5° 24/22 (0,916) 6° 24/20 (0,833) | Cambio: sequenziale a 6 marce (sempre in presa) 1° 11/29 (2,636) 2° 11/26 (1,857) 3° 15/20 (1,333) 4° 21/23 (1,095) 5° 24/22 (0,916) 6° 24/20 (0,833) |
| Accensione                                     | elettronica CDI ad anticipo variabile                                    | elettronica CDI ad anticipo variabile                                    | elettronica CDI ad anticipo variabile | elettronica CDI ad anticipo variabile | elettronica CDI ad anticipo variabile |
| Trasmissione                                   | primaria ad ingranaggi 20:67 (3.350) secondaria a catena 16:48 (2.937)   | primaria ad ingranaggi 20:67 (3.350) secondaria a catena 16:48 (2.937)   | primaria ad ingranaggi 20:67 (3.350) secondaria a catena 16:48 (2.937)                                                                                | primaria ad ingranaggi 20:67 (3.350) secondaria a catena 16:48 (2.937)                                                                                | primaria ad ingranaggi 20:67 (3.350) secondaria a catena 16:48 (2.937)                                                                                |
| Avviamento                                     | a pedale                                                                 | a pedale                                                                 | a pedale | a pedale | a pedale |
| Ciclistica                                     |                                                                          |                                                                          | | | |
| Telaio                                         | S.R.F.B. SUZUKI racing frame BOX                                         | S.R.F.B. SUZUKI racing frame BOX                                         | S.R.F.B. SUZUKI racing frame BOX | S.R.F.B. SUZUKI racing frame BOX | S.R.F.B. SUZUKI racing frame BOX |
| Sospensioni                                    | Anteriore: forcella teleidraulica / Posteriore: monoammortizzatore       | Anteriore: forcella teleidraulica / Posteriore: monoammortizzatore       | Anteriore: forcella teleidraulica / Posteriore: monoammortizzatore                                                                                    | Anteriore: forcella teleidraulica / Posteriore: monoammortizzatore                                                                                    | Anteriore: forcella teleidraulica / Posteriore: monoammortizzatore                                                                                    |
| Freni                                          | Anteriore: disco singolo da 290 mm / Posteriore: disco singolo da 210 mm | Anteriore: disco singolo da 290 mm / Posteriore: disco singolo da 210 mm | Anteriore: disco singolo da 290 mm / Posteriore: disco singolo da 210 mm                                                                              | Anteriore: disco singolo da 290 mm / Posteriore: disco singolo da 210 mm                                                                              | Anteriore: disco singolo da 290 mm / Posteriore: disco singolo da 210 mm                                                                              |
| Pneumatici                                     | anteriore da 90/90 17; posteriore da 110/90 17                           | anteriore da 90/90 17; posteriore da 110/90 17                           | anteriore da 90/90 17; posteriore da 110/90 17 | anteriore da 90/90 17; posteriore da 110/90 17 | anteriore da 90/90 17; posteriore da 110/90 17 |
| Fonte dei dati:                                |                                                                          |                                                                          | | | |

| Caratteristiche tecniche - Suzuki RG 200 Gamma | Caratteristiche tecniche - Suzuki RG 200 Gamma                                                  | Caratteristiche tecniche - Suzuki RG 200 Gamma                                                  | Caratteristiche tecniche - Suzuki RG 200 Gamma                                                                    | Caratteristiche tecniche - Suzuki RG 200 Gamma                                                                    | Caratteristiche tecniche - Suzuki RG 200 Gamma                                                                    |
| Dimensioni e pesi                              | Dimensioni e pesi                                                                               | Dimensioni e pesi                                                                               | Dimensioni e pesi                                                                                                 | Dimensioni e pesi                                                                                                 | Dimensioni e pesi                                                                                                 |
| ---------------------------------------------- | ----------------------------------------------------------------------------------------------- | ----------------------------------------------------------------------------------------------- | --- | --- | --- |
| Ingombri (lungh.×largh.×alt.)                  | 2000 × 720 × 1080 mm                                                                            | 2000 × 720 × 1080 mm                                                                            | 2000 × 720 × 1080 mm                                                                                              | 2000 × 720 × 1080 mm                                                                                              | 2000 × 720 × 1080 mm                                                                                              |
| Altezze                                        | Sella: 760 mm - Minima da terra: 140 mm                                                         | Sella: 760 mm - Minima da terra: 140 mm                                                         | Sella: 760 mm - Minima da terra: 140 mm                                                                           | Sella: 760 mm - Minima da terra: 140 mm                                                                           | Sella: 760 mm - Minima da terra: 140 mm                                                                           |
| Interasse: 1355 mm                             | Interasse: 1355 mm                                                                              | Massa a vuoto: 125 kg                                                                           | Massa a vuoto: 125 kg                                                                                             | Serbatoio: 14 l                                                                                                   | Serbatoio: 14 l                                                                                                   |
| Meccanica                                      |                                                                                                 |                                                                                                 | | | |
| Tipo motore: Monocilindrico a 2 tempi          | Tipo motore: Monocilindrico a 2 tempi                                                           | Tipo motore: Monocilindrico a 2 tempi                                                           | Tipo motore: Monocilindrico a 2 tempi                                                                             | Raffreddamento: a liquido                                                                                         | Raffreddamento: a liquido                                                                                         |
| Cilindrata                                     | 195 cm³ (Alesaggio 66 × Corsa 57 mm)                                                            | 195 cm³ (Alesaggio 66 × Corsa 57 mm)                                                            | 195 cm³ (Alesaggio 66 × Corsa 57 mm)                                                                              | 195 cm³ (Alesaggio 66 × Corsa 57 mm)                                                                              | 195 cm³ (Alesaggio 66 × Corsa 57 mm)                                                                              |
| Distribuzione: valvola lamellare               | Distribuzione: valvola lamellare                                                                | Distribuzione: valvola lamellare                                                                | Alimentazione: carburatore                                                                                        | Alimentazione: carburatore                                                                                        | Alimentazione: carburatore                                                                                        |
| Potenza: 26,3 kW a 9.000 rpm                   | Potenza: 26,3 kW a 9.000 rpm                                                                    | Coppia: 29,7 N·m (2,9 kg·m) a 8.000 rpm                                                         | Coppia: 29,7 N·m (2,9 kg·m) a 8.000 rpm                                                                           | Rapporto di compressione: 6,6:1 (a luci chiuse)                                                                   | Rapporto di compressione: 6,6:1 (a luci chiuse)                                                                   |
| Frizione: multidisco in bagno d'olio           | Frizione: multidisco in bagno d'olio                                                            | Frizione: multidisco in bagno d'olio                                                            | Cambio: sequenziale a 6 marce (sempre in presa) 1° (2,636) 2° (1,857) 3° (1,333) 4° (1,095) 5° (0,916) 6° (0,833) | Cambio: sequenziale a 6 marce (sempre in presa) 1° (2,636) 2° (1,857) 3° (1,333) 4° (1,095) 5° (0,916) 6° (0,833) | Cambio: sequenziale a 6 marce (sempre in presa) 1° (2,636) 2° (1,857) 3° (1,333) 4° (1,095) 5° (0,916) 6° (0,833) |
| Accensione                                     | elettronica CDI ad anticipo variabile                                                           | elettronica CDI ad anticipo variabile                                                           | elettronica CDI ad anticipo variabile                                                                             | elettronica CDI ad anticipo variabile                                                                             | elettronica CDI ad anticipo variabile                                                                             |
| Trasmissione                                   | primaria ad ingranaggi secondaria a catena                                                      | primaria ad ingranaggi secondaria a catena                                                      | primaria ad ingranaggi secondaria a catena                                                                        | primaria ad ingranaggi secondaria a catena                                                                        | primaria ad ingranaggi secondaria a catena                                                                        |
| Avviamento                                     | a pedale                                                                                        | a pedale                                                                                        | a pedale | a pedale | a pedale |
| Ciclistica                                     |                                                                                                 |                                                                                                 | | | |
| Telaio                                         | bitrave in alluminio                                                                            | bitrave in alluminio                                                                            | bitrave in alluminio                                                                                              | bitrave in alluminio                                                                                              | bitrave in alluminio                                                                                              |
| Sospensioni                                    | Anteriore: forcella teleidraulica / Posteriore: monoammortizzatore                              | Anteriore: forcella teleidraulica / Posteriore: monoammortizzatore                              | Anteriore: forcella teleidraulica / Posteriore: monoammortizzatore                                                | Anteriore: forcella teleidraulica / Posteriore: monoammortizzatore                                                | Anteriore: forcella teleidraulica / Posteriore: monoammortizzatore                                                |
| Freni                                          | Anteriore: disco da 265 mm / Posteriore: disco singolo da 181 mm                                | Anteriore: disco da 265 mm / Posteriore: disco singolo da 181 mm                                | Anteriore: disco da 265 mm / Posteriore: disco singolo da 181 mm                                                  | Anteriore: disco da 265 mm / Posteriore: disco singolo da 181 mm                                                  | Anteriore: disco da 265 mm / Posteriore: disco singolo da 181 mm                                                  |
| Pneumatici                                     | anteriore da 100/80-17 su cerchi da 2.50 x 17"; posteriore da 130/70-17 su cerchi da 3.50 x 17" | anteriore da 100/80-17 su cerchi da 2.50 x 17"; posteriore da 130/70-17 su cerchi da 3.50 x 17" | anteriore da 100/80-17 su cerchi da 2.50 x 17"; posteriore da 130/70-17 su cerchi da 3.50 x 17"                   | anteriore da 100/80-17 su cerchi da 2.50 x 17"; posteriore da 130/70-17 su cerchi da 3.50 x 17"                   | anteriore da 100/80-17 su cerchi da 2.50 x 17"; posteriore da 130/70-17 su cerchi da 3.50 x 17"                   |
| Fonte dei dati:                                |                                                                                                 |                                                                                                 | | | |

| Caratteristiche tecniche - Suzuki RG 250 Gamma | Caratteristiche tecniche - Suzuki RG 250 Gamma                     | Caratteristiche tecniche - Suzuki RG 250 Gamma                     | Caratteristiche tecniche - Suzuki RG 250 Gamma                     | Caratteristiche tecniche - Suzuki RG 250 Gamma                     | Caratteristiche tecniche - Suzuki RG 250 Gamma                     |
| Dimensioni e pesi                              | Dimensioni e pesi                                                  | Dimensioni e pesi                                                  | Dimensioni e pesi                                                  | Dimensioni e pesi                                                  | Dimensioni e pesi                                                  |
| ---------------------------------------------- | ------------------------------------------------------------------ | ------------------------------------------------------------------ | ------------------------------------------------------------------ | ------------------------------------------------------------------ | ------------------------------------------------------------------ |
| Ingombri (lungh.×largh.×alt.)                  | 2015 × 675 × 1170 mm                                               | 2015 × 675 × 1170 mm                                               | 2015 × 675 × 1170 mm                                               | 2015 × 675 × 1170 mm                                               | 2015 × 675 × 1170 mm                                               |
| Altezze                                        | Sella: 735 mm - Minima da terra: 122 mm                            | Sella: 735 mm - Minima da terra: 122 mm                            | Sella: 735 mm - Minima da terra: 122 mm                            | Sella: 735 mm - Minima da terra: 122 mm                            | Sella: 735 mm - Minima da terra: 122 mm                            |
| Interasse: 1360 mm                             | Interasse: 1360 mm                                                 | Massa a vuoto: 130 kg                                              | Massa a vuoto: 130 kg                                              | Serbatoio: 17 l                                                    | Serbatoio: 17 l                                                    |
| Meccanica                                      |                                                                    |                                                                    |                                                                    |                                                                    |                                                                    |
| Tipo motore: Bicilindrico a 2 tempi            | Tipo motore: Bicilindrico a 2 tempi                                | Tipo motore: Bicilindrico a 2 tempi                                | Tipo motore: Bicilindrico a 2 tempi                                | Raffreddamento: a liquido                                          | Raffreddamento: a liquido                                          |
| Cilindrata                                     | 249,25 cm³ (Alesaggio 56 × Corsa 50,6 mm)                          | 249,25 cm³ (Alesaggio 56 × Corsa 50,6 mm)                          | 249,25 cm³ (Alesaggio 56 × Corsa 50,6 mm)                          | 249,25 cm³ (Alesaggio 56 × Corsa 50,6 mm)                          | 249,25 cm³ (Alesaggio 56 × Corsa 50,6 mm)                          |
| Distribuzione: valvola lamellare               | Distribuzione: valvola lamellare                                   | Distribuzione: valvola lamellare                                   | Alimentazione: a 2 carburatori Mikuni VM 28 SS                     | Alimentazione: a 2 carburatori Mikuni VM 28 SS                     | Alimentazione: a 2 carburatori Mikuni VM 28 SS                     |
| Potenza: 45 Cv a 9.500 rpm                     | Potenza: 45 Cv a 9.500 rpm                                         | Coppia: 3,6 kg·m a 8.500 rpm                                       | Coppia: 3,6 kg·m a 8.500 rpm                                       | Rapporto di compressione: 7:1 (a luci chiuse)                      | Rapporto di compressione: 7:1 (a luci chiuse)                      |
| Frizione: multidisco in bagno d'olio           | Frizione: multidisco in bagno d'olio                               | Frizione: multidisco in bagno d'olio                               | Cambio: sequenziale a 6 marce (sempre in presa)                    | Cambio: sequenziale a 6 marce (sempre in presa)                    | Cambio: sequenziale a 6 marce (sempre in presa)                    |
| Accensione                                     | elettronica CDI ad anticipo variabile                              | elettronica CDI ad anticipo variabile                              | elettronica CDI ad anticipo variabile                              | elettronica CDI ad anticipo variabile                              | elettronica CDI ad anticipo variabile                              |
| Trasmissione                                   | primaria ad ingranaggi secondaria a catena                         | primaria ad ingranaggi secondaria a catena                         | primaria ad ingranaggi secondaria a catena                         | primaria ad ingranaggi secondaria a catena                         | primaria ad ingranaggi secondaria a catena                         |
| Avviamento                                     | a pedale                                                           | a pedale                                                           | a pedale                                                           | a pedale                                                           | a pedale                                                           |
| Ciclistica                                     |                                                                    |                                                                    |                                                                    |                                                                    |                                                                    |
| Telaio                                         | bitrave in alluminio                                               | bitrave in alluminio                                               | bitrave in alluminio                                               | bitrave in alluminio                                               | bitrave in alluminio                                               |
| Sospensioni                                    | Anteriore: forcella teleidraulica / Posteriore: monoammortizzatore | Anteriore: forcella teleidraulica / Posteriore: monoammortizzatore | Anteriore: forcella teleidraulica / Posteriore: monoammortizzatore | Anteriore: forcella teleidraulica / Posteriore: monoammortizzatore | Anteriore: forcella teleidraulica / Posteriore: monoammortizzatore |
| Freni                                          | Anteriore: doppio disco / Posteriore: disco singolo                | Anteriore: doppio disco / Posteriore: disco singolo                | Anteriore: doppio disco / Posteriore: disco singolo                | Anteriore: doppio disco / Posteriore: disco singolo                | Anteriore: doppio disco / Posteriore: disco singolo                |
| Pneumatici                                     | anteriore da 110/80-16; posteriore da 120/80-17                    | anteriore da 110/80-16; posteriore da 120/80-17                    | anteriore da 110/80-16; posteriore da 120/80-17                    | anteriore da 110/80-16; posteriore da 120/80-17                    | anteriore da 110/80-16; posteriore da 120/80-17                    |
| Fonte dei dati:                                |                                                                    |                                                                    |                                                                    |                                                                    |                                                                    |

| Caratteristiche tecniche - Suzuki RG 400 Gamma             | Caratteristiche tecniche - Suzuki RG 400 Gamma                                                                            | Caratteristiche tecniche - Suzuki RG 400 Gamma                                                                            | Caratteristiche tecniche - Suzuki RG 400 Gamma                                                                            | Caratteristiche tecniche - Suzuki RG 400 Gamma                                                                            | Caratteristiche tecniche - Suzuki RG 400 Gamma                                                                            |
| Dimensioni e pesi                                          | Dimensioni e pesi | Dimensioni e pesi | Dimensioni e pesi | Dimensioni e pesi | Dimensioni e pesi |
| ---------------------------------------------------------- | --- | --- | --- | --- | --- |
| Interasse: 1425 mm                                         | Interasse: 1425 mm | Massa a vuoto: 153 kg | Massa a vuoto: 153 kg | Serbatoio: 22 l | Serbatoio: 22 l |
| Meccanica                                                  | | | | | |
| Tipo motore: Quadricilindrico a 2 tempi disposti in quadro | Tipo motore: Quadricilindrico a 2 tempi disposti in quadro                                                                | Tipo motore: Quadricilindrico a 2 tempi disposti in quadro                                                                | Tipo motore: Quadricilindrico a 2 tempi disposti in quadro                                                                | Raffreddamento: a liquido                                                                                                 | Raffreddamento: a liquido                                                                                                 |
| Cilindrata                                                 | 397 cm³ (Alesaggio 50 × Corsa 50,6 mm)                                                                                    | 397 cm³ (Alesaggio 50 × Corsa 50,6 mm)                                                                                    | 397 cm³ (Alesaggio 50 × Corsa 50,6 mm)                                                                                    | 397 cm³ (Alesaggio 50 × Corsa 50,6 mm)                                                                                    | 397 cm³ (Alesaggio 50 × Corsa 50,6 mm)                                                                                    |
| Distribuzione: valvola a disco ruotante                    | Distribuzione: valvola a disco ruotante                                                                                   | Distribuzione: valvola a disco ruotante                                                                                   | Alimentazione: a carburatori                                                                                              | Alimentazione: a carburatori                                                                                              | Alimentazione: a carburatori                                                                                              |
| Potenza: 44 kW (59 Cv) a 9.000 rpm                         | Potenza: 44 kW (59 Cv) a 9.000 rpm                                                                                        | Coppia: 48 N·m a 8.500 rpm                                                                                                | Coppia: 48 N·m a 8.500 rpm                                                                                                | Rapporto di compressione:                                                                                                 | Rapporto di compressione:                                                                                                 |
| Frizione: multidisco in bagno d'olio                       | Frizione: multidisco in bagno d'olio                                                                                      | Frizione: multidisco in bagno d'olio                                                                                      | Cambio: sequenziale a 6 marce (sempre in presa)                                                                           | Cambio: sequenziale a 6 marce (sempre in presa)                                                                           | Cambio: sequenziale a 6 marce (sempre in presa)                                                                           |
| Accensione                                                 | CDI ad anticipo variabile                                                                                                 | CDI ad anticipo variabile                                                                                                 | CDI ad anticipo variabile                                                                                                 | CDI ad anticipo variabile                                                                                                 | CDI ad anticipo variabile                                                                                                 |
| Trasmissione                                               | a catena | a catena | a catena | a catena | a catena |
| Avviamento                                                 | a pedale | a pedale | a pedale | a pedale | a pedale |
| Ciclistica                                                 | | | | | |
| Telaio                                                     | bitrave in alluminio | bitrave in alluminio | bitrave in alluminio | bitrave in alluminio | bitrave in alluminio |
| Sospensioni                                                | Anteriore: forcella teleidraulica [(a steli rovesciati)] pluriregolabile / Posteriore: monoammortizzatore pluriregolabile | Anteriore: forcella teleidraulica [(a steli rovesciati)] pluriregolabile / Posteriore: monoammortizzatore pluriregolabile | Anteriore: forcella teleidraulica [(a steli rovesciati)] pluriregolabile / Posteriore: monoammortizzatore pluriregolabile | Anteriore: forcella teleidraulica [(a steli rovesciati)] pluriregolabile / Posteriore: monoammortizzatore pluriregolabile | Anteriore: forcella teleidraulica [(a steli rovesciati)] pluriregolabile / Posteriore: monoammortizzatore pluriregolabile |
| Freni                                                      | Anteriore: doppio disco da 260 mm / Posteriore: disco singolo da 210 mm                                                   | Anteriore: doppio disco da 260 mm / Posteriore: disco singolo da 210 mm                                                   | Anteriore: doppio disco da 260 mm / Posteriore: disco singolo da 210 mm                                                   | Anteriore: doppio disco da 260 mm / Posteriore: disco singolo da 210 mm                                                   | Anteriore: doppio disco da 260 mm / Posteriore: disco singolo da 210 mm                                                   |
| Pneumatici                                                 | anteriore da 110/90 16"; posteriore da 120/90 17"                                                                         | anteriore da 110/90 16"; posteriore da 120/90 17"                                                                         | anteriore da 110/90 16"; posteriore da 120/90 17"                                                                         | anteriore da 110/90 16"; posteriore da 120/90 17"                                                                         | anteriore da 110/90 16"; posteriore da 120/90 17"                                                                         |
| Fonte dei dati:                                            | | | | | |